# Eh, Eh (Nothing Else I Can Say)
Eh, Eh (Nothing Else I Can Say) är en sång av den amerikanska artisten Lady Gaga, från hennes debutalbum The Fame. Den släpptes som den tredje singeln i Australien, Nya Zeeland och i de flesta Europeiska länderna. Låten fick mestadels negativ kritik och lyckades inte uppnå samma succé som de föregående singlarna. Den nådde en sjunde plats i Frankrike och en sjätte plats i Tjeckien. Men den i särklass bästa notering blev i Sverige där den nådde andra platsen på Sverigetopplistan.

## Listplaceringar och cerfitieringar
| Lista (2009)                   | Topplacering |
| ------------------------------ | ------------ |
| Australiska singellistan       | 15           |
| Belgiska Tiplistan (Vallonien) | 60           |
| Kanadensiska Hot 100           | 68           |
| Tjeckiska spellistan           | 6            |
| Danska singellistan            | 14           |
| Nederländska Top 40            | 12           |
| Europeiska Hot 100 Singles     | 40           |
| Franska singellistan           | 7            |
| Ungerska danslistan            | 22           |
| Nyzeeländska singellistan      | 9            |
| Slovakiska spellistan          | 67           |
| Svenska singellistan           | 2            |

| Land        | Cerfitieringar |
| ----------- | -------------- |
| Australien  | Guld           |
| Nya Zeeland | Guld           |
| Sverige     | Guld           |

| Lista (2009)              | Position |
| ------------------------- | -------- |
| Australiskas singellistan | 81       |
| Franska singellistan      | 66       |
| Svenska singellistan      | 34       |

## Släpphistorik
| Region         | Datum            | Format           |
| -------------- | ---------------- | ---------------- |
| Australien     | 10 januari 2009  | Digital Download |
| Nya Zeeland    | 10 januari 2009  | Digital Download |
| Danmark        | 3 mars 2009      | Digital Download |
| Polen          | 3 mars 2009      | Digital Download |
| Sverige        | 16 mars 2009     | Digital Download |
| Italien        | 16 mars 2009     | Digital Download |
| Storbritannien | 11 januari 2009  | Digital Download |
| Frankrike      | 7 september 2009 | CD single        |

### Fotnoter
1. ↑  ”Australian Singles Chart”. Australian Recording Industry Association. Hung Medien. 1 mars 2009. Arkiverad från originalet den 7 mars 2009. https://web.archive.org/web/20090307013730/http://australian-charts.com/weekchart.asp?cat=s&year=2009&date=20090301. Läst 4 mars 2009.
2. 1 2  ”Eh, Eh (Nothing Else I Can Say) on European charts”. Ultratop. Hung Medien. http://www.ultratop.be/fr/showitem.asp?interpret=Lady+GaGa&titel=Eh%2C+Eh+%28Nothing+Else+I+Can+Say%29&cat=s. Läst 16 september 2009.
3. ↑  ”Canadian Hot 100”. Billboard. acharts.us. 21 februari 2009. http://acharts.us/canada_singles_top_100/2009/08. Läst 3 mars 2009.
4. ↑  ”RADIO TOP100 Oficiální” (på Czech). IFPI Czech Republic. 23 april 2009. http://www.ifpicr.cz/hitparada/index.php?a=titul&hitparada=2&titul=146828&sec=720e58a8ab9b6bcc7ee83468c9950e84. Läst 23 maj 2009.
5. ↑  ”Danish Singles Chart”. Tracklisten. acharts.us. 31 juli 2009. http://acharts.us/denmark_singles_top_40/2009/31. Läst 2 juli 2009.
6. ↑  ”Nederlandse Top 40 – week 44 – 2009” (på Dutch). Radio 538. top40.nl. http://www.top40.nl/index.aspx?week=44&jaar=2009. Läst 10 december 2009.
7. ↑  ”Billboard: European Hot 100 Singles”. Billboard (Nielsen Business Media, Inc.). 16 maj 2009. ISSN 0006-2510. Läst 22 maj 2009.
8. ↑  ”Dance Top 40 lista – 2009. 34. hét” (på Hungarian). Mahasz. Arkiverad från originalet den 18 juni 2012. https://www.webcitation.org/68WUPiHns?url=http://www.mahasz.hu/?menu=slagerlistak. Läst 1 april 2010.
9. ↑  ”New Zealand Singles Chart”. Recording Industry Association of New Zealand. acharts.us. 2 mars 2009. http://acharts.us/nz_singles_top_40/2009/10. Läst 3 mars 2009.
10. ↑  ”RADIO TOP100 Oficiální” (på Slovak). IFPI Slovakia. 1 maj 2009. Arkiverad från originalet den 8 april 2014. https://web.archive.org/web/20140408214041/http://www.ifpicr.cz/hitparadask/index.php?a=titul&hitparada=18&titul=145553&sec=43c80178d8fb71bba411e79afe4f1c1d. Läst 23 maj 2009.
11. ↑  ”Swedish Singles Top 100”. Sverigetopplistan. acharts.sus. 16 april 2009. http://acharts.us/sweden_singles_top_60/2009/18. Läst 21 april 2009.
12. ↑  ”2009 Single Accreditatios”. Australian Recording Industry Association. 31 mars 2009. http://www.aria.com.au/pages/httpwww.aria.com.aupageshttpwww.aria.com.aupageshttpwww.aria.com.aupagesARIACharts-Accr.htm. Läst 30 april 2009.
13. ↑  ”New Zealand Gold/Platinum Singles”. Recording Industry Association of New ZealandRadioscope.net. 24 maj 2009. Arkiverad från originalet den 31 augusti 2011. https://web.archive.org/web/20110831040527/http://www.radioscope.net.nz/index.php?option=com_content&task=view&id=77&Itemid=61. Läst 26 maj 2009.
14. ↑  ”List of Gold and Platinum certifications in Sweden – 2009” (PDF). International Federation of the Phonographic Industry. 2009. Arkiverad från originalet den 4 november 2012. https://web.archive.org/web/20121104190743/http://www.ifpi.se/wp/wp-content/uploads/Guld-Platina-2009.pdf. Läst 5 mars 2010.
15. ↑  ”ARIA Charts – End Of Year Charts – Top 100 Singles 2009”. Australian Recording Industry Association. http://aria.com.au/pages/aria-charts-end-of-year-charts-top-100-singles-2009.htm. Läst 9 januari 2010.
16. ↑  ”Bilan Economique 2009”. Syndicat National de l'Édition Phonographique. http://proxy.siteo.com.s3.amazonaws.com/disqueenfrance.siteo.com/file/dossierdepresseecomidem2010.pdf. Läst 9 januari 2010.
17. ↑  ”Årslista Singlar – År 2009”. Swedish Recording Industry Association. Arkiverad från originalet den 19 juli 2011. https://web.archive.org/web/20110719010043/http://www.hitlistan.se/netdata/ghl002.mbr/lista?liid=43&dfom=20090001&newi=0&height=420&platform=Win32&browser=MSIE&navi=no&subframe=Mainframe. Läst 9 oktober 2010.
18. 1 2  ”Eh, Eh (Nothing Else I Can Say)”. iTunes. 10 januari 2009. http://itunes.apple.com/nz/album/eh-eh-nothing-else-i-can-say-single/id302661781. Läst 10 oktober 2010.
19. ↑  ”Eh, Eh (Nothing Else I Can Say) [Random Soul Synthetic Mix]”. iTunes. 3 mars 2009. http://itunes.apple.com/dk/album/id306318430. Läst 29 december 2009.
20. ↑  ”Eh, Eh (Nothing Else I Can Say) [Electric Piano and Human Beat Box Version]”. iTunes. 16 mars 2009. http://itunes.apple.com/se/album/id308167587. Läst 29 december 2009.
21. ↑  ”Eh, Eh (Nothing Else I Can Say) [Electric Piano and Human Beat Box Version]”. iTunes. 16 mars 2009. http://itunes.apple.com/it/album/id308167587. Läst 31 december 2009.
22. ↑  ”Eh, Eh UK download”. iTunes. 20 april 2009. http://itunes.apple.com/gb/album/eh-eh-nothing-else-i-can-say/id308167587. Läst 8 mars 2010.
23. ↑  ”Eh eh nothing else I can say : Lady Gaga en CD single”. Musique.fnac.com. 17 juni 2009. Arkiverad från originalet den 18 juni 2012. https://www.webcitation.org/68WUV92OQ?url=http://musique.fnac.com/a2727955/Lady-Gaga-Eh-eh-nothing-else-I-can-say-CD-single?Mn=-1. Läst 29 december 2009.